# کورعباسلو (نیر)
کورعباسلو یک روستا در ایران است که در دهستان یورتچی غربی واقع شده‌است. کورعباسلو حدود ۲۰۰ نفر جمعیت دارد، موزه سیری در حقیقت زمان در این روستا قرار دارد و اولین هتل سه ستاره روستایی در کورعباسلو درحال ساخت است.
در نوک کوه قعله بوینی یوغون ۵ استخر قدیمی وجود دارد که در زمان قدیم با باران پر میشد.
در ۵۰۰ متر خارج از روستا ورزشگاهی احداث شده که مسابقات فوتبال به صورت تیم های محلی در آن انجام میشود.